# Casa cu Atlanți
Casa cu Atlanți este o clădire monument istoric din Timișoara cod LMI
 TM-II-m-B-06131). Este amplasată pe o importantă arteră comercială în centrul orașului, în zona istorică situl urban Cartierul „Cetatea Timișoara” (CodLMI TM-II-s-A-06095).

## Istoric
Numele său vine de la atlanții reprezentați pe coloanele care alcătuiesc fațada clădirii. Aceasta a fost construită în 1812 în stil neoclasic, de către Toma Naum Macri, un bogat comerciant timișorean de origine aromână. Clădirea avea 40 de camere și era destinată închirierii. După moartea lui Macri clădirea a trecut în proprietatea fiicei sale Persida, care apoi s-a căsătorit tot cu un aromân, Stoica, cu numele serbizat Stoikov. Ulterior casa a fost donată comunității aromâno-sârbe, apoi a fost în proprietatea Episcopiei Ortodoxe Sârbe de Timișoara, a Statului Român după naționalizare, iar după revoluție a intrat în proprietate privată și a fost renovată.
Un detaliu interesant este intrarea principală străjuită de două tunuri (turcești?) îngropate cu gura în jos.

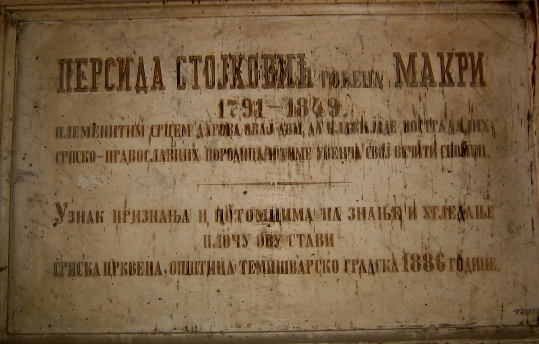
Inscripție atestând numele proprietarului: Persida Makri (1791–1849)
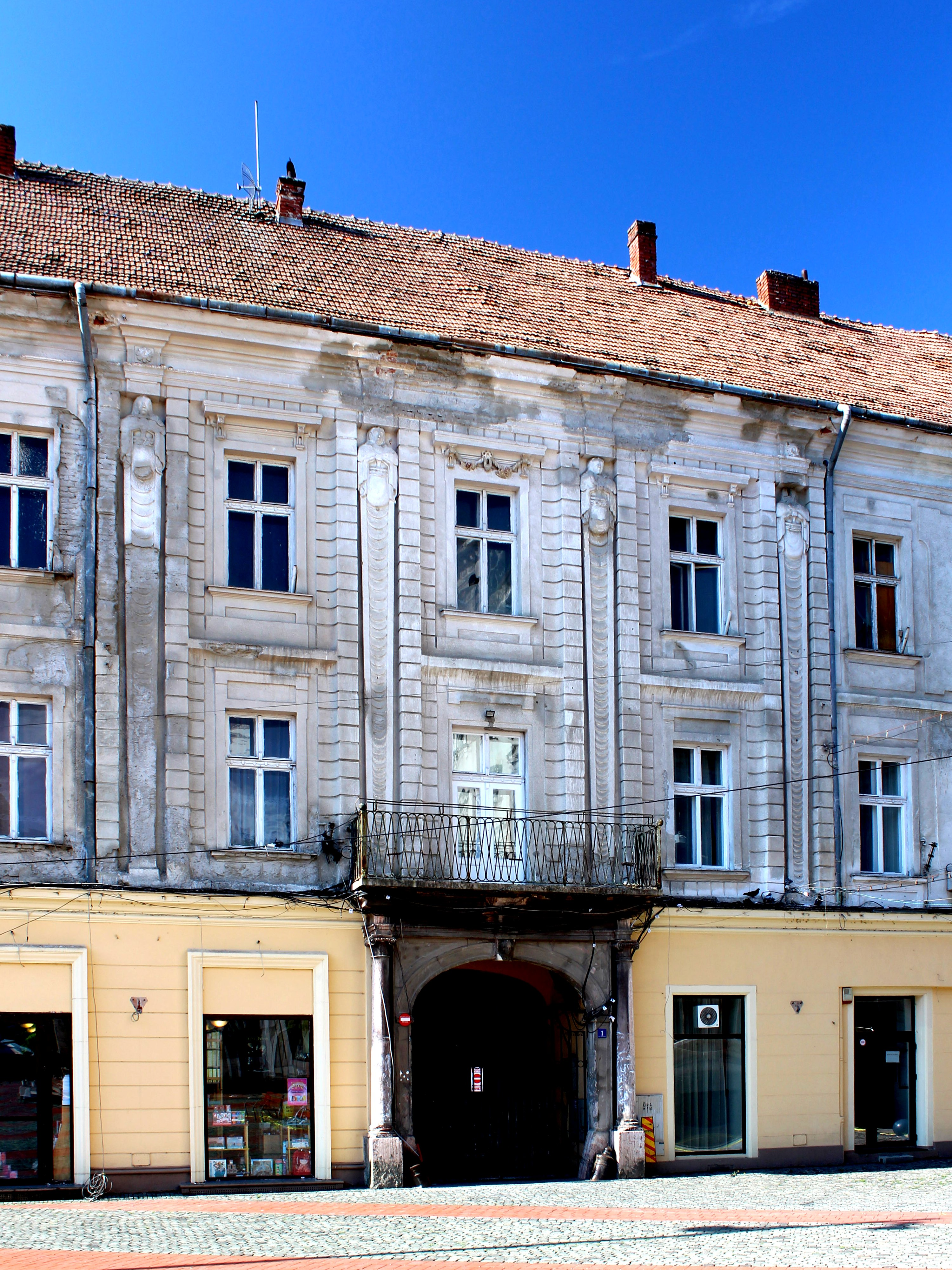
Poarta cu cele două tunuri
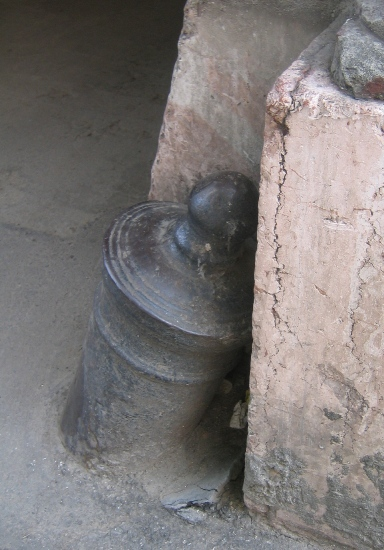
Unul din cele două tunuri de la poartă
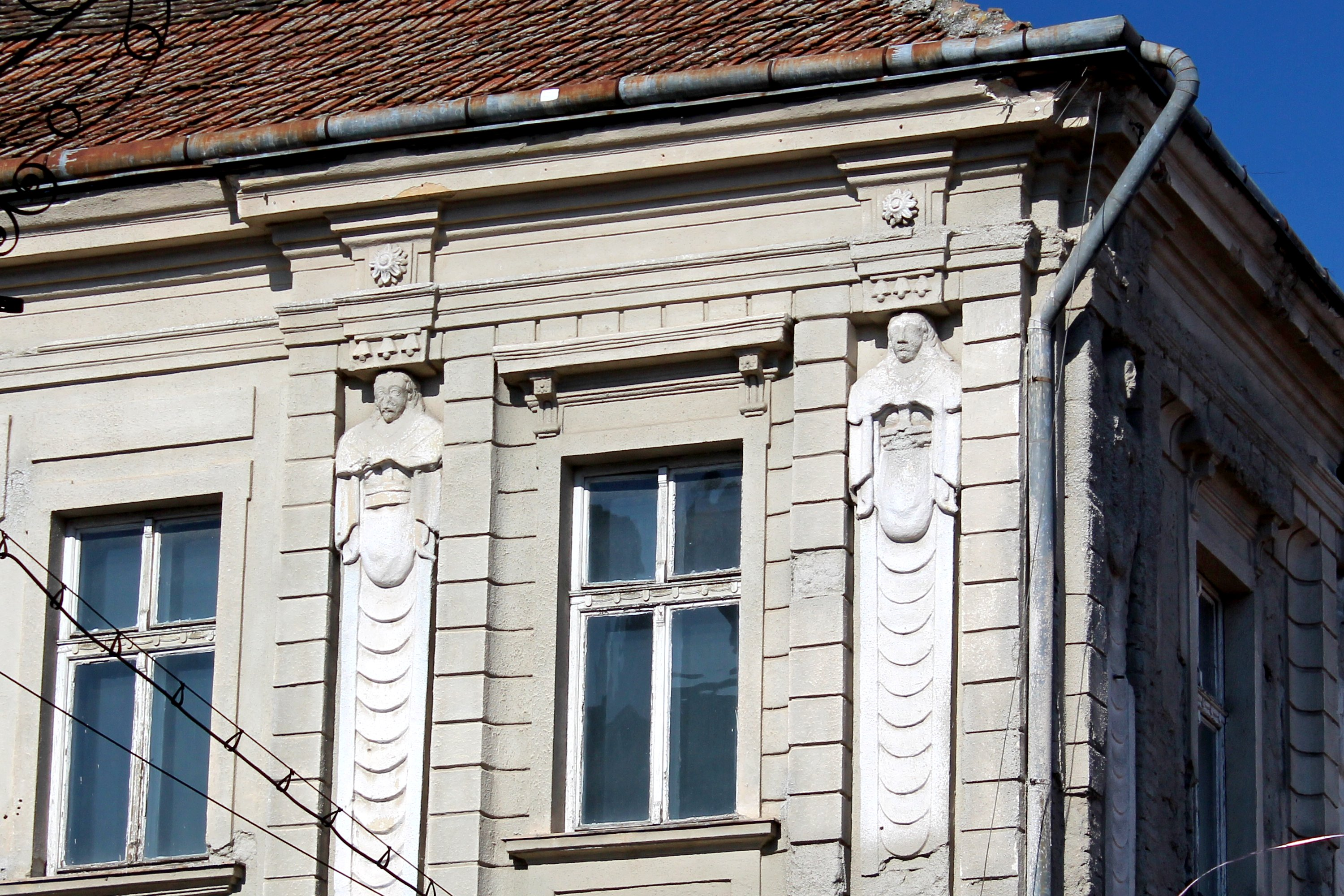
Detaliu arhitectural cu atlanți